# Communauté de communes des Feuillardiers
La communauté de communes des Feuillardiers est une ancienne communauté de communes française, située dans le département de la Haute-Vienne, en région Nouvelle-Aquitaine. 
De sa création en 2003, jusqu'en 2012, elle s'appelait la communauté de communes Bandiat Tardoire Avenir. Elle disparaît en 2017.

## Histoire
La communauté de communes Bandiat Tardoire Avenir a été créée le 16 décembre 2003. Le 27 juillet 2012, elle prend le nom de communauté de communes des Feuillardiers. Elle fusionne le 1er janvier 2017, absorbée dans la nouvelle Communauté de communes Ouest Limousin.
Elle regroupait 10 communes se trouvant dans les cantons de Saint-Mathieu et d'Oradour-sur-Vayres.

## Composition
À sa disparition, elle regroupait  10 communes : 
- Champagnac-la-Rivière
- Champsac
- Cussac
- La Chapelle-Montbrandeix
- Maisonnais-sur-Tardoire
- Marval
- Oradour-sur-Vayres
- Pensol
- Saint-Bazile
- Saint-Mathieu